# Ascorhynchus colei
Ascorhynchus colei is een zeespin uit de familie Ascorhynchidae. De soort behoort tot het geslacht Ascorhynchus. Ascorhynchus colei werd in 1943 voor het eerst wetenschappelijk beschreven door Hedgpeth. 